# شط القطار
شط القطار هو شط يقع في الجنوب التونسي، جنوب غربي مدينة القطار وجنوب شرقي مدينة قفصة.
| شط القطار |